# Bang Sai (1413)
Bang Sai (tiếng Thái: บางซ้าย) là một huyện (amphoe) ở phía tây của tỉnh Ayutthaya, miền trung Thái Lan. Có một huyên khác cùng tên của Ayutthaya có cùng cách La Mã hóa là Bang Sai, nhưng viết bằng chữ cái Thái khác.

## Lịch sử
Đơn vị hành chính này đã được lập làm một tiểu huyện (King Amphoe) năm 1948 với lãnh thổ được tách từ Sena. Tiểu huyện này đã được nâng thành huyện năm 1958.

## Địa lý
Các huyện giáp ranh (từ phía bắc theo chiều kim đồng hồ) là Phak Hai, Sena và Lat Bua Luang của tỉnh Ayutthaya, và Bang Pla Ma của tỉnh Suphanburi.

## Hành chính
Huyện này được chia thành 6 phó huyện (tambon), các đơn vị này lại được chia thành 53 làng (muban). Đô thị phó huyện (thesaban tambon) Bang Sai nằm trên một phần của tambon Bang Sai, Kaeo Fa and Tao Lao. Các khu vực phi đô thị do 4 tổ chức hành chính tambon quản lý.
| Số TT | Tên             | Thai    | Dân số |
| ----- | --------------- | ------- | ------ |
| 1.    | Bang Sai        | บางซ้าย  | 3.389  |
| 2.    | Kaeo Fa         | แก้วฟ้า   | 2.429  |
| 3.    | Tao Lao         | เต่าเล่า  | 2.821  |
| 4.    | Plai Klat       | ปลายกลัด | 4.774  |
| 5.    | Thepphamongkhon | เทพมงคล | 3.861  |
| 6.    | Wang Phatthana  | วังพัฒนา  | 2.305  |